# Hypericum pallens
Hypericum pallens är en johannesörtsväxtart som beskrevs av Joseph Banks och Sol.. Hypericum pallens ingår i släktet johannesörter, och familjen johannesörtsväxter. Inga underarter finns listade i Catalogue of Life.

## Bildgalleri

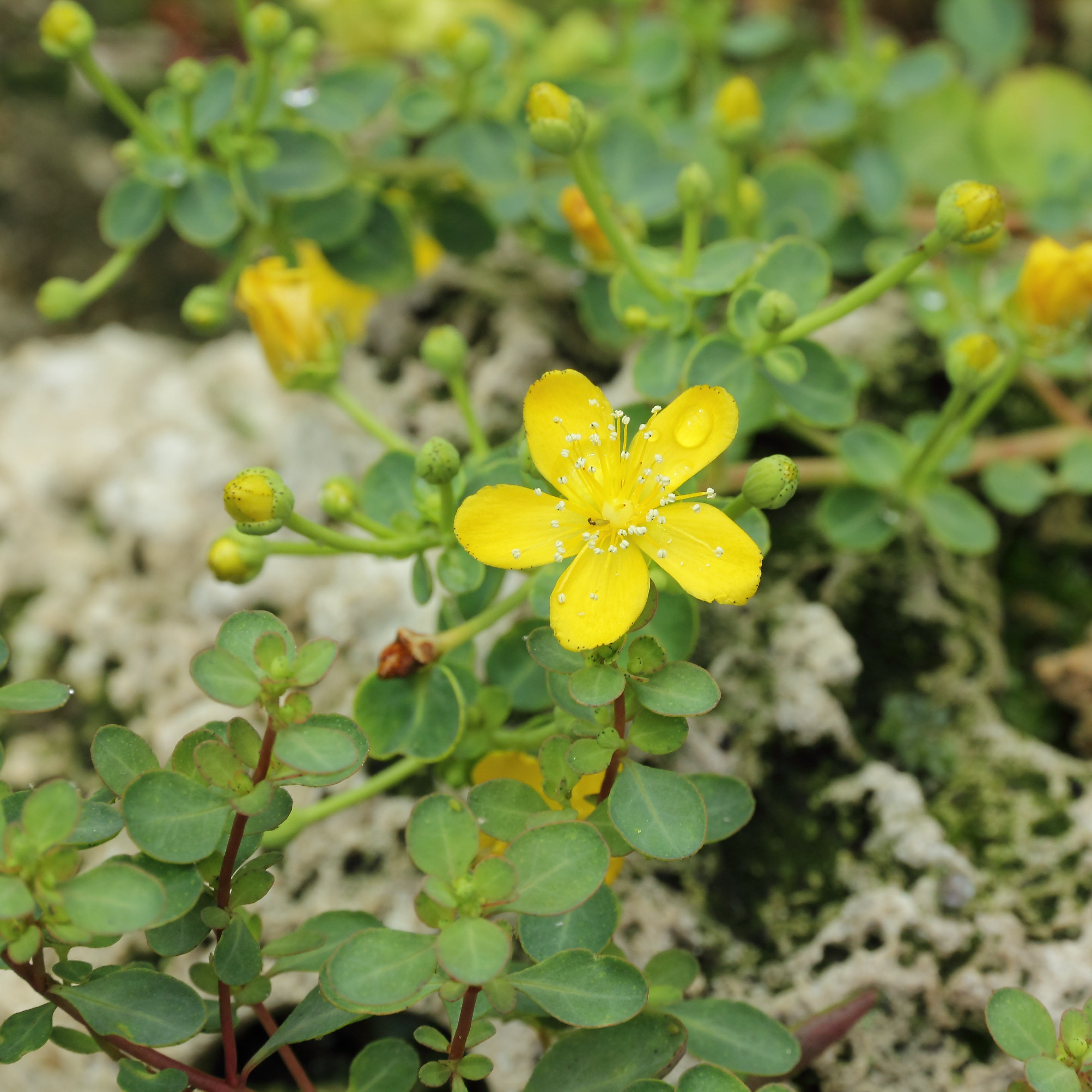
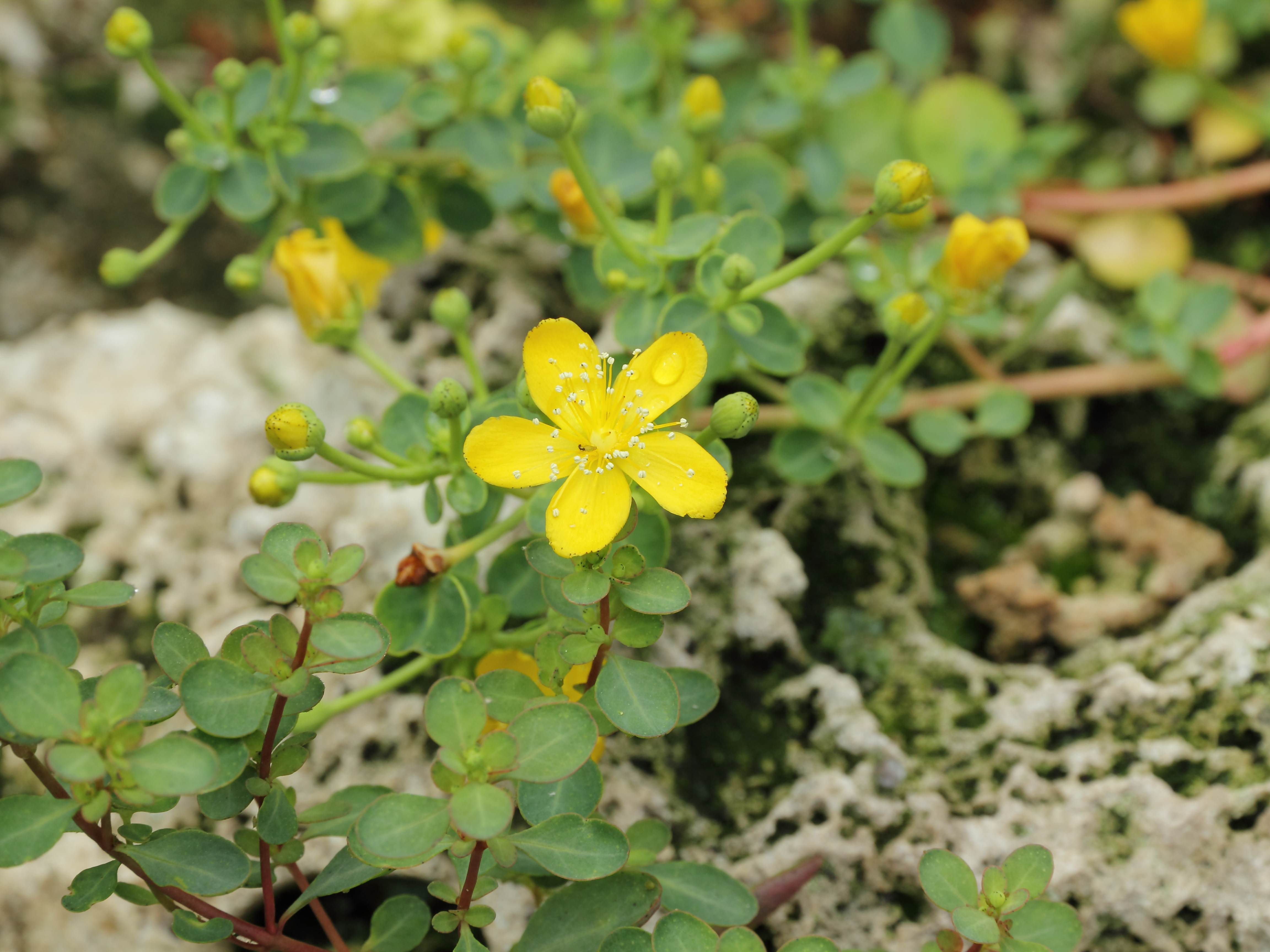
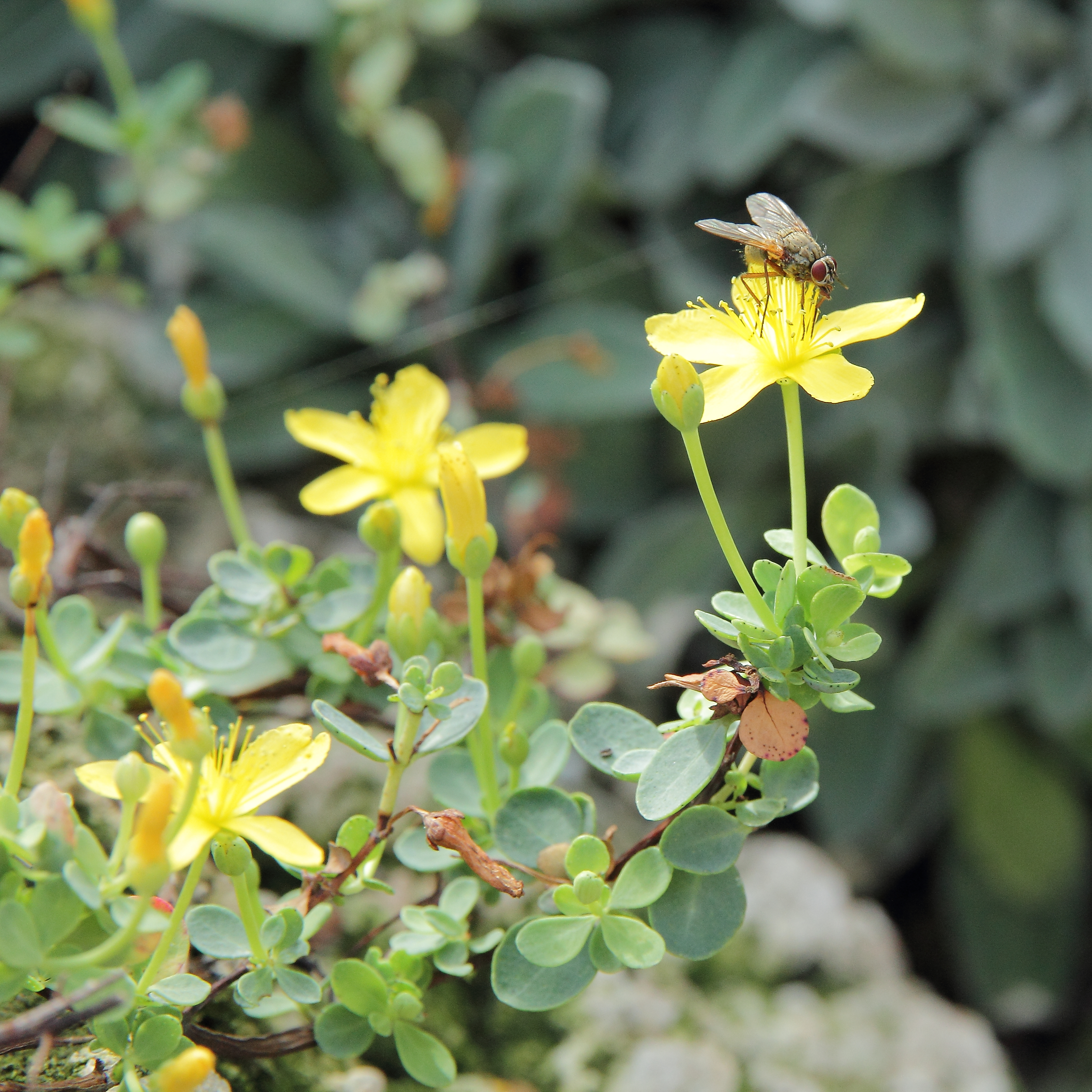
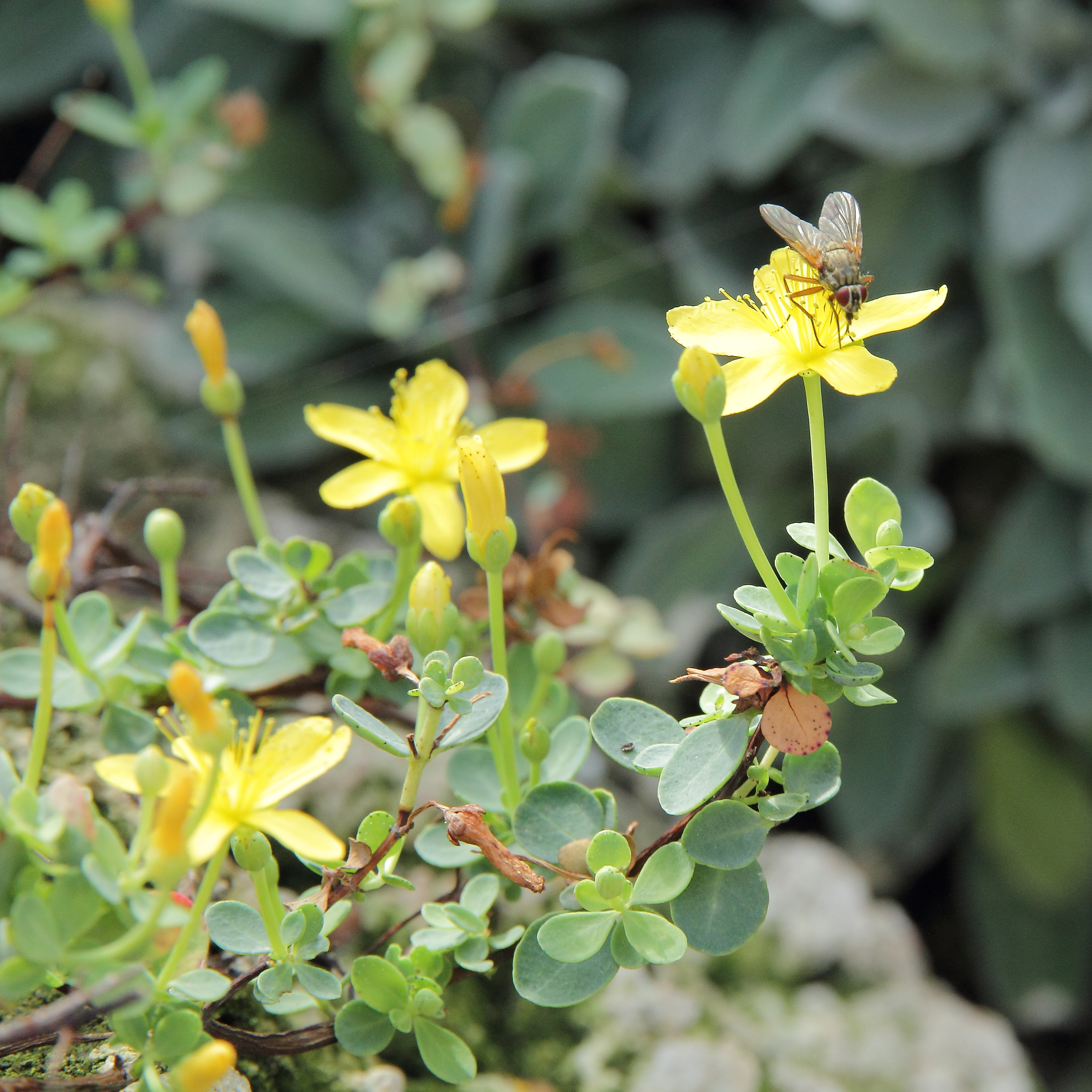